# Liste des députés de la IIe législature de la Seconde Restauration
Cette liste recense les personnes qui ont assuré un mandat de député au cours de la IIe législature de la Seconde Restauration.

## E
- Benoit Jean Gabriel Ruzé d'Effiat
- Jean Augustin Ernouf
- René Eschassériaux
- Philippe-René Esgonnière de Thibeuf
- Ange-Philippe-Honoré d'Esterno
- Alexandre-César-Louis d'Estourmel
- Charles-Guillaume Étienne

## K
- Auguste Hilarion de Kératry
- Joseph François René Marie Pierre de Kergariou
- Louis Florian Paul de Kergorlay
- Gabriel-Louis-Marie de Kergorlay
- Charles-Henri Kern
- Jacques Koechlin